# Egling
Egling là một xã thuộc huyện Bad Tölz-Wolfratshausen ở Bayern.